# 弗兰克·J·坎农
弗兰克·詹尼·坎农（英語：Frank Jenne Cannon，1859年1月25日—1933年7月25日）为美国犹他州第一任联邦参议员，于1896年至1899年间在任。

## 早年生活
弗兰克·J·坎农生于盐湖城，是莎拉·珍妮·坎农和乔治·Q·坎农的长子。他的父亲是耶稣基督后期圣徒教会的使徒，后来成为第一会长团成员。在盐湖城上学时，弗兰克·坎农就读于犹他大学并于19岁时毕业。他于1878年与来自奥格登的玛莎·布朗结婚。

## 政治生涯
1891年，坎农参与组织了犹他领地的共和党。在经历了数次参选国会代表的失败后，坎农终于成功当选，并于1895年3月4日至1896年1月4日在任。尽管耶稣基督后期圣徒教会的领导层更支持坎农的父亲，但是犹他领地的立法机构还是选择弗兰克·坎农为参议员。坎农一开始为共和党成员，但后来加入了由其继任者托马斯·卡恩斯创建的白银共和党。
由于犹他州的州议员表示他们不会再支持坎农，因此坎农未能在1899年获得连任。造成这一事件的主要原因是坎农曾投票反对《丁利法案》，而这项法案提高了糖类产品的关税，有利于犹他州制糖业发展。之前曾经支持过坎农的摩门教会亦反对其连任。除此之外，坎农未能连任的原因还包括他支持自由白银政策、他在华盛顿特区生活不道德的传言以及当时的犹他州议会被民主党把控。阿尔弗雷德·W·麦库恩为当时盐湖城最为杰出的商人之一，同时他也获得了摩门教会的支持。但是议会在随后的选举陷入了僵局，未能选出联邦参议员。甚至在2月8日时还有州众议院指控麦库恩试图贿赂他，不过议会随后驳回了指控，并在3月8日继续进行投票，但依然没能选出参议员。
因此，犹他州的这个参议员席位自1901年1月开始便处于悬缺的状态，直到共和党重新控制州议会后才提名富有的矿主托马斯·卡恩斯来填补空缺。但是选举依旧出现了很多波折，卡恩斯在第一天的投票中只获得了8票，因此选举活动又持续了4天。终于在1月22日，卡恩斯以37票赞成对25票反对的得票数赢得了席位。
坎农于1900年加入民主党团运作，并于1902年至1904年间担任该州的党团主席。

## 晚年
在参议员连任失败后，由于反对摩门教的等级制度，坎农在数家报社担任编辑，其中包括《盐城胡论坛报》、《奥格登先驱报》以及创立于1888年的《奥格登标准报》。1904年至1911年间，坎农在报纸社论中始终支持反摩门教的美国党。
坎农后来退出了摩门教，并与哈维·J·奥希金斯合著了一本名为《在犹他州的先知之下》的书，以揭露摩门教森严的等级制度。这本书谴责了教会领导层对政治的“专制主义”和“干涉”，他写道：“（摩门教徒）生活在专制主义之下，其判断力如同行尸走肉。而权力的扩散是何等的狡猾，给所有人一种自己是主人的错觉，但实际上他们身为奴隶却不自知。”
在坎农生命的最后20年里，他始终主张自由白银政策并反对摩门教。坎农最终于1933年在科罗拉多州丹佛逝世，享年74岁。